# Longjumeau
Longjumeau é uma comuna francesa na região administrativa da Île-de-France, no departamento de Essonne.

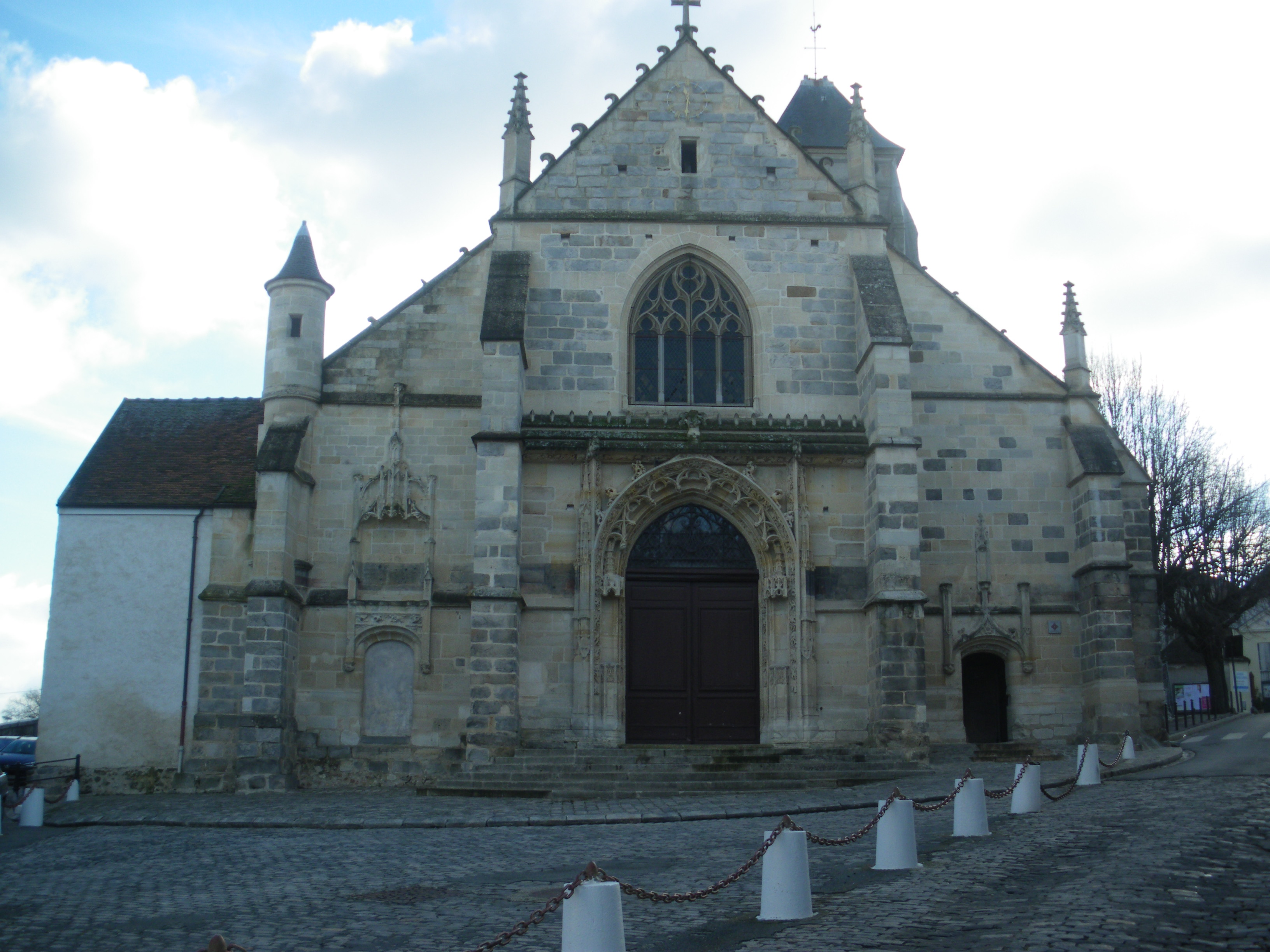
Eglise de Longjumeau.

## História

### As origens
As escavações praticadas no centro da cidade permitem datar com certeza uma ocupação humana do sítio desde a época galo-romana, com a descoberta dos vestígios de uma villa rustica e objetos quotidianos, incluindo moedas do século I a.C.. Foi então localizado na via romana entre Lutèce e Cenabum. Uma presença na época Merovíngia cerca do século IV é atestada pela descoberta da década de 1970 de uma necrópole com sarcófagos em calcário em conchas perto do antigo presbitério. A primeira menção escrita do lugar remonta ao século XII, então denominada "Nogemel" e parte integrante do domínio real francês ampliado pelo rei Luís VI.

### Idade Média

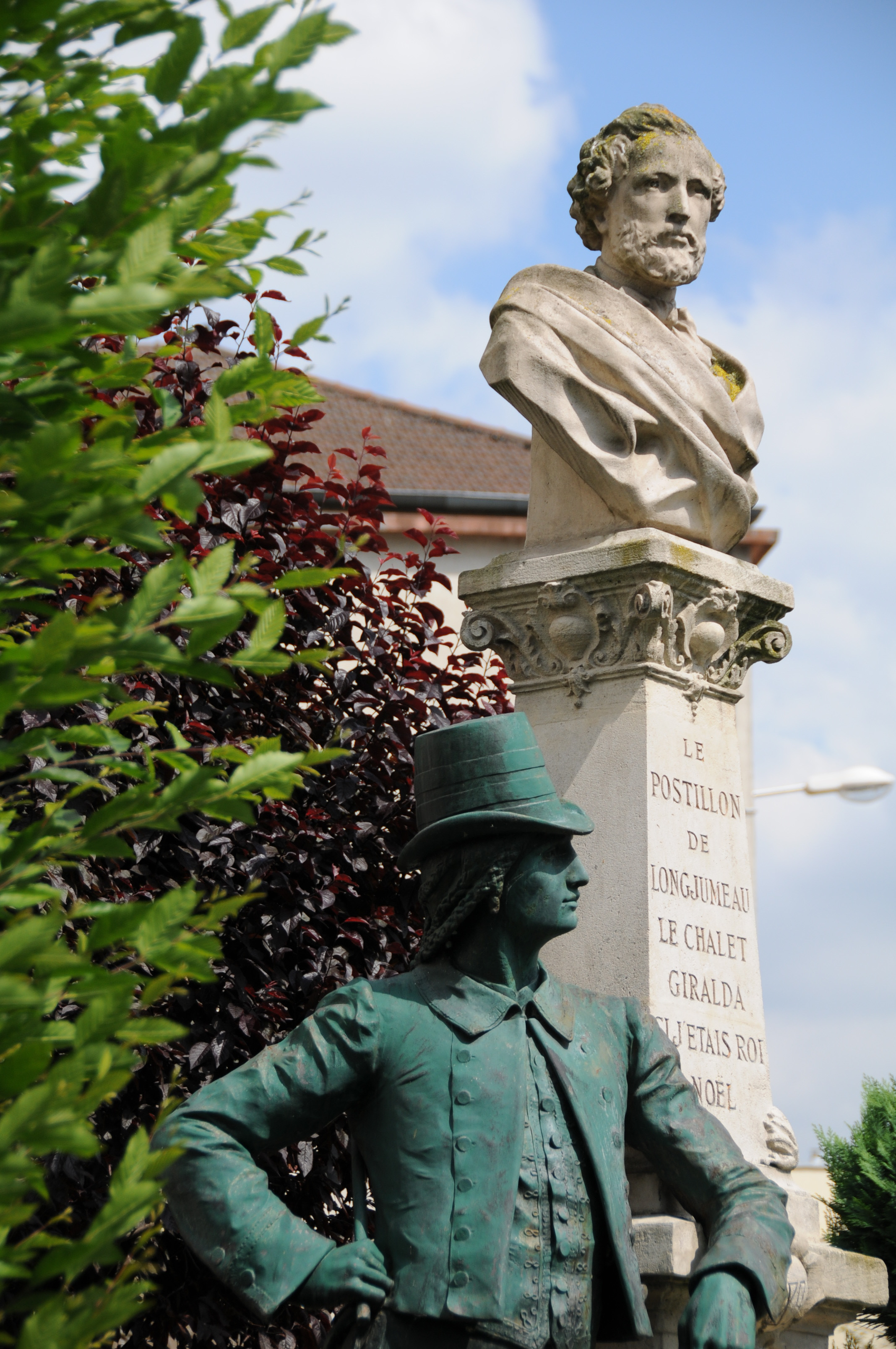
A estátua homenagem ao Postillon de Longjumeau.

As invasões dos Vikings do século IX permitiram que a cidade se fortalecesse. Posteriormente, a relativa segurança das estradas do reino permitiu o desenvolvimento do comércio. Longjumeau tornou-se então uma importante agência dos correios no último estágio dos viajantes na estrada para Paris, servida por postillons, que mais tarde ficou famosa em 1836 em uma opéra-comique por Adolphe Adam, Le Postillon de Longjumeau. A existência da paróquia é certificada no século IX, foi mencionada no pouillé da diocese de Paris.